# Fondation pour l'art contemporain Salomon
Pour les articles homonymes, voir Salomon.
 (mai 2023).
Si vous disposez d'ouvrages ou d'articles de référence ou si vous connaissez des sites web de qualité traitant du thème abordé ici, merci de compléter l'article en donnant les références utiles à sa vérifiabilité et en les liant à la section « Notes et références ».
La Fondation pour l'art contemporain Salomon (ou Fondation pour l'art contemporain Claudine et Jean-Marc Salomon) a été créée en juin 2001 par Claudine et Jean-Marc Salomon, 
Collectionneurs depuis plusieurs années, Claudine et Jean-Marc Salomon ont décidé de s’engager plus avant pour la création contemporaine en ouvrant « un espace dédié à sa présentation et sa diffusion », espace destiné à offrir des clés de lecture et de compréhension des œuvres à un public non spécialiste et curieux. Cette mission de diffusion et de médiation de l’art contemporain est menée à travers la mise en place d’une politique éducative, culturelle et éditoriale : accompagnement à la visite, tables rondes, rencontres avec les artistes, publication de catalogues.
De sa création en 2001 à fin 2013, la Fondation occupe le château d'Arenthon à Alex près d'Annecy en Haute-Savoie.
En janvier 2014, elle s’établit à La FabriC, à Annecy pour développer de nouvelles activités en se rapprochant des publics : expositions, rencontres, conférences, voyages artistiques, sensibilisation du jeune public à l'art contemporain.
Par ailleurs, la fondation créé, en 2015, un prix annuel récompensant un artiste de la francophonie par une résidence de six mois à New York. Chaque année un appel à candidature est diffusé et le.la lauréat.e du Salomon Foundation Residency Award reçoit une bourse de 24.000 US dollars et possède un atelier de travail au sein de l'ISCP situé à Brooklyn (NY).  

## Historique

### Le Château d'Arenthon (2001 - 2013)
La fondation était installée dans le château d'Arenthon, à une quinzaine de kilomètres d'Annecy. Les sources écrites situent l'origine du château au XIIIe siècle. Les parties visibles proviennent de remaniements opérés au XVIe siècle. Ce bâtiment est un des premiers exemples d'architecture de la Renaissance en Haute-Savoie. 

Une restructuration et une réhabilitation du bâtiment ont permis l'aménagement des espaces d'exposition.

### Le parc de sculptures
Au pied de la dent du Cruet (1 834 m) et des dents de Lanfon (1 824 m), le château d'Arenthon, à Alex, domine la vallée du Fier et offre un panorama exceptionnel sur les crêtes du Parmelan et la Tête à Turpin. Largement ouvert sur ce paysage, le parc du château s'envisage comme un jardin d'agrément : il s'agit en effet de découvrir ses coteaux, ses pentes, ses abords, en se laissant guider par les œuvres présentées.
Inauguré par l'installation Still Standing (2000) d'Antony Gormley, le parc invite chaque année à de nouvelles découvertes. 

À ce jour, le parc présente des œuvres de :
- Olafur Eliasson
- Jan Fabre
- Anne Ferrer
- Antony Gormley
- Wang Keping
- Christian Lapie
- Henri Olivier
- Giuseppe Penone
- Jaume Plensa
- Rona Pondick
- Denis Pondruel
- Christian Robert-Tissot
- Bob Verschueren
- Peter Wüthrich
- Natacha Dubois-Dauphin
- Stéphane Vigny
- Yarisal
- Kublitz

### Autres espaces
La fondation comprend également un salon de thé et une bibliothèque d'art contemporain à disposition du public. 
Riche de plus de 1 500 ouvrages, la bibliothèque permet au visiteur de compléter sa visite en consultant des catalogues d'expositions, des ouvrages monographiques, thématiques ou historiques sur l'art contemporain, ainsi que l'actualité de la presse spécialisée.

### Public
La fondation a été reconnue d'utilité publique en 2001. 
Elle a accueilli plus de 138 000 visiteurs dont 24 000 scolaires.

## Expositions
Au Château d'Arenthon :
- 2001 : 
  - « Gilbert & George » ; catalogue disponible
- 2001-2002 : 
  - « Rebuts-Rébus » ; thème : l’utilisation, voire le recyclage, par les artistes contemporains de matériaux industriels et de matières non nobles (plastiques, éléments périssables…) ; commissaire : François Dagognet
- 2002 :
  - « George Rousse », exposition consacrée au photographe français connu pour ses anamorphoses, peintes ou rapportées dans des lieux abandonnés, dont il ne conserve que le cliché photographique ; commissaire Alain Sayag ; catalogue disponible
  - « Collection 1. Une sélection d'œuvres de la collection de Claudine et Jean-Marc Salomon »[3] ; catalogue disponible
- 2003 :
  - « Elisa Sighicelli », exposition monographique de l’artiste italienne ; commissaire : Eric de Chassey ; catalogue disponible
  - « L’homme qui donne du feu », une rétrospective de l’œuvre sculpturale de Jan Fabre ; commissaire : Franck Maes
- 2004 :
  - « Vera Molnar - Julije Knifer, Lignes et Méandres » ; commissaire : Vincent Baby ; catalogue disponible
  - « Jacques Monory » ; commissaire : Philippe Piguet ; catalogue épuisé
- 2005 :
  - « Collection 2. Une sélection d'œuvres de la collection de Claudine et Jean-Marc Salomon »[4] ; commissaire : Philippe Piguet ; catalogue disponible
  - « Enchanté Château » ; commissaires : Christian Bernard et le MAMCO (Genève). Exposition collective d'artistes suisses
- 2006 :
  - « Peter Wüthrich, My World » ; commissaire : Laure Genillard ; catalogue disponible
  - « Philippe Cognée, Urbanographies » ; commissaire : Philippe Piguet ; catalogue épuisé
- 2007 :
  - « Baroquissimo »[5] ; catalogue disponible
  - « Peinture Génération 70 »[6] ; commissaire : Philippe Piguet ; catalogue épuisé
- 2008 :
  - « L'Ivresse de l'absolu »[7] ; commissaire d'exposition : Philippe Piguet. Sept artistes contemporains qui utilisent une méthode, un rite, la répétition d'un geste ou d'une forme pour signer leurs œuvres
  - « Abstraction extension. Une scène romande et ses connexions », exposition collective d'artistes suisses ; commissaires : Christian Besson, Julien Fronsacq et Samuel Gross
- 2009 :
  - « Sortilège »[8] ; commissaire : Anne Malherbe ; catalogue disponible
  - « Damien Cabanes. Corps à corps » ; commissaire : Philippe Piguet ;  catalogue disponible
- 2010 :
  - « Collection 3. Peinture et dessin dans la collection Claudine et Jean-Marc Salomon »[9] ; catalogue disponible
  - « Samuel Rousseau » ; commissaire : Philippe Piguet ; catalogue disponible
- 2011 :
  - « Bob Verschueren » : commissaire Fondation Salomon
  - « Paul Rebeyrolle » : commissaire Philippe Piguet
- 2012 : 
  - « Stéphane Couturier » : commissaire Philippe Piguet
  - « Peter Saul » : commissaire Fondation Salomon
- 2013 : « Marc Desgrandchamps »

A L'Abbaye - Espace d'art contemporain (Annecy-le-Vieux) :
2015 : 
- Collection Philippe Piguet, "Une passion pour l'art"
- "Sport @ttitudes"

2016 : 
- "Performœurs - performer les mœurs"
- "Ski, surf and Sun"
- "Espaces intuitifs"

2017 : 
- Nicolas Darrot
- Thomas Tronel-Gauthier
- "D'un monde à l'autre"

2018 : 
- Marco Gondinho
- Wang Sishun
- Till Rabus

2019 : 
- Daniel Schlier / Elmar Trenkwalder
- Kimiko Yoshida

2020 : 
- "American Landscape" Alain Bublex
- "A l'horizon profond" Lise Duclaux
- Claire Lesteven

2021 : 
- Shepard Fairey
- Jacques Monory

2022 : 
- Herman de Vries
- Giuseppe Penone
- Eva Jospin

2023 : 
- "Pendant que la nuit tombe" Jérémy Liron
- "Clair Obscur" Marc Desgrandchamps
- Iris Levasseur

2024 : 
- Julien Beneyton
- Philippe Cognée

A La FabriC - espace d'exposition de la Fondation (Annecy) :
2014 : 
- "Ailleurs" : Firelei Baèz, Natacha Dubois-Dauphin, Ana Mendieta, Swoon (Caledonia Curry). Commissariat : Fondation Salomon
- "Papiers" : Olivier Alibert, Patricia Cartereau, Alexis Di Maggio, Sandrine Llouquet, Jamie Maxtone-Graham, Patrice Pantin, Aurore Petit, Elodie Regnier, Sylvie Sauvageon, Amandine Zaïdi
- "Multiprises" - étudiants de l'ESAAA - Exposition d’artistes diplômés de l’École Supérieure d’Art de l’Agglomération d’Annecy
- "Abstraction" - Sadie BENNING – Pierrette BLOCH – Angela BULLOCH – Philippe DECRAUZAT – Franklin EVANS – Pierre FERRARINI – Ceal FLOYER – Bernard FRIZE – David HOMINAL – Steven HULL- Renée LEVI – François MORELLET

2015 : 
- "You cant touch this" - Julien Beneyton
- "Kessarac" -  étudiants de l'ESAAA - Exposition d’artistes diplômés de l’École Supérieure d’Art de l’Agglomération d’Annecy

2016 : 
- "Border Line"
- "Ritournelles"

2017 : 
- "Un regard sue le Monde"
- Tudi Deligne
- "Inconfort Moderne"

2018 : 
- "Jean-Xavier Renaud / Franz Schimpl"
- "Enlacer l'éternité" - Charles Le Hyaric

2019 : 
- "Sors le monde" - Anne-Lise Coste
- "Une cabane" - Damien Deroubaix
- "Renewal" Maxime Duveau

2020 :
- Nazanin Pouyandeh

2021 : 
- "Vous n'êtes pas un peu beaucoup maquillé ? Non ! "Jean-Luc Verna
- "Le mystère des idoles aux rêves colorés" Myriam Mechita

2022 : 
- "Are you shivering?" Elodie Lesourd
- "Je ne serai pas ton bourreau " Stéphanie-Lucie Mathern

2023 : 
- "Absolutely Baxter " Glen Baxter